# Organisation Internationale de Radiodiffusion et de Télévision

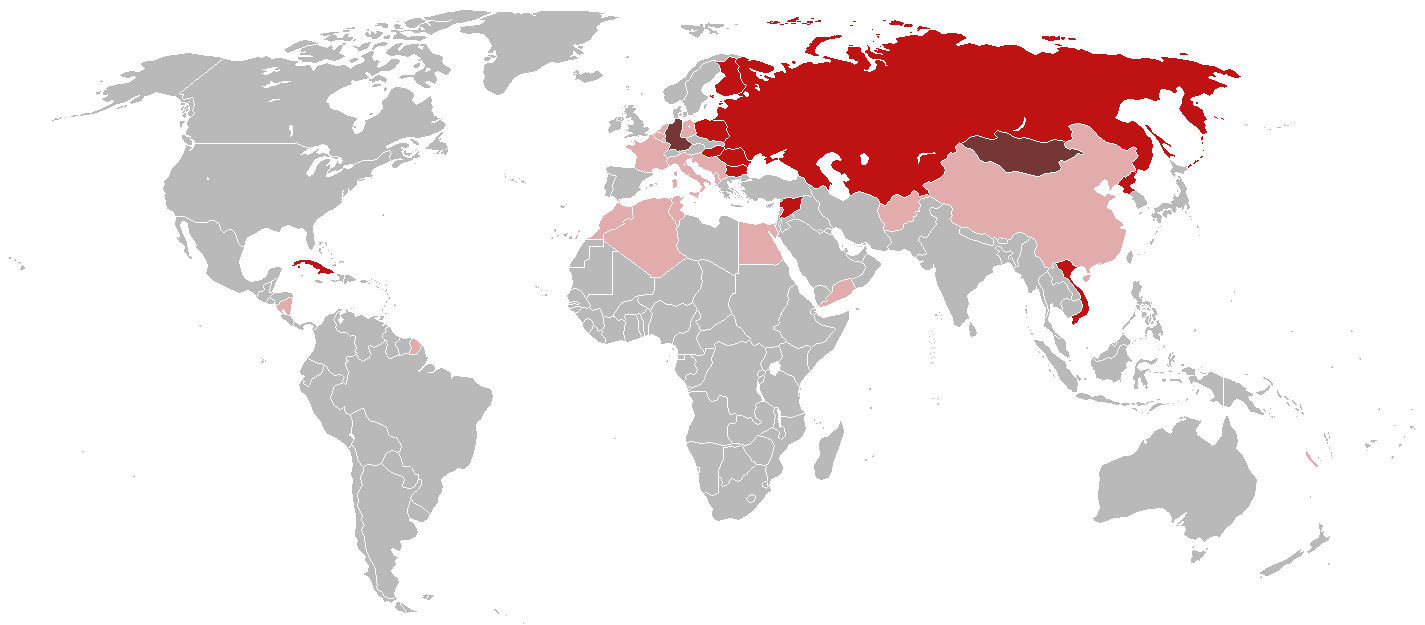
Ehemalige Mitglieder der OIRT

Die Organisation Internationale de Radiodiffusion et de Télévision (OIRT; deutsch: Internationale Rundfunk- und Fernsehorganisation) war der Dachverband der Hörfunk- und Fernsehsender Mittel- und Osteuropas mit Sitz in Prag. Sie wurde am 28. Juni 1946 unter dem Namen Organisation Internationale de Radiodiffusion (OIR) in Brüssel gegründet.
Nach dem Fall der Mauer beschlossen die Mitglieder 1992 ihre Selbstauflösung. Deren Rundfunksender bzw. Rundfunkanstalten wurden in die 1950 gegründete Europäische Rundfunkunion (EBU) eingegliedert. Mitglieder der OIRT waren zuletzt noch Rundfunkveranstalter aus Bulgarien, Finnland, Kuba, Ungarn, Nordkorea, Polen, Rumänien, den Nachfolgestaaten der Sowjetunion, Syrien und Vietnam; assoziierte Mitglieder ARD, ZDF und der mongolische Rundfunk.

## OIRT und Intervision
Aufgabe der OIRT war der gegenseitige Austausch von Informationen über Programmgestaltung und die Förderung der technischen Entwicklung sowie via Intervision der Programmaustausch der Mitglieder untereinander und zur Eurovision. 1966 gab es 24 OIRT-Mitglieder, von denen 13 auch an der Intervision teilnahmen. Die Rundfunkanstalten der neutralen Staaten Österreich (ORF) und Finnland (YLE) waren sowohl Mitglied der westlichen EBU (Eurovision) als auch der östlichen OIRT (YLE) bzw. zumindest an der Intervision beteiligt (ORF).
Alle  Mitgliedsländer (mit Ausnahme der DDR) benutzten für UKW-Rundfunksender ein spezielles Frequenzband, das sich unterhalb des in West-Europa benutzten VHF-Bands II (87,5–108,0 MHz) befand. Dieses OIRT-Band (65,9 MHz–73,1 MHz), auch als FM low oder FM-OIRT bezeichnet, wird heute noch in Russland, jedoch sonst kaum noch benutzt. Die meisten Sender wechselten inzwischen in das als FM-CCIR (high) bezeichnete Band II. Es gibt auch Radiogeräte auf dem Markt, die zwischen beiden Radiobändern umschalten können.
Zur Fernsehübertragung wurde die OIR-/OIRT-Norm mit einem Abstand der Bild- und Tonträgerfrequenz von 6,5 MHz (Intercarrierverfahren) genutzt. Anfänglich auch in der DDR, hier fand jedoch in den Jahren 1956/57 ein Wechsel zur CCIR-Norm (Abstand 5,5 MHz) statt.

## Mitglieder
| Staat                                    | Sendeanstalt                                                                          | Abkürzung | Beitritt | Ausscheiden |
| ---------------------------------------- | ------------------------------------------------------------------------------------- | --------- | -------- | ----------- |
| Afghanistan                              | Radio Television Afghanistan                                                          | RTA       | 1978     | 1992        |
| Albanien                                 | Radio Televizioni Shqiptar                                                            | RTSH      | 1946     | 1961        |
| Algerien                                 | Radiodiffusion télévision algérienne                                                  | RTA       | 1962     | 1970        |
| Belgien                                  | Institut national de radiodiffusion                                                   | INR       | 1946     | 1950        |
| Nationaal Instituut voor de Radio-omroep | NIR                                                                                   | 1946      | 1950     |             |
| Belarus                                  | Belaruskaja Tele-Radio Campanija                                                      | BTRC      | 1991     | 1992        |
| Bulgarien                                | Bălgarsko Nationalno Radio                                                            | BNR       | 1946     | 1992        |
| Bulgarien                                | Bălgarska Nationalna Televizija                                                       | BNT       | 1959     | 1992        |
| Volksrepublik China                      | Radio Peking                                                                          | RP        | 1952     | 1961        |
| Volksrepublik China                      | Beijing Television                                                                    | BTV       | 1958     | 1961        |
| Kuba                                     | Instituto Cubano de Radio y Televisión                                                | ICRT      | 1962     | 1992        |
| Deutsche Demokratische Republik          | Rundfunk der DDR                                                                      | DDR       | 1951     | 1990        |
| Deutsche Demokratische Republik          | Deutscher Fernsehfunk                                                                 | DFF       | 1952     | 1990        |
| Ägypten                                  | Egyptian Radio and Television Union                                                   | ERTU      | 1946     | 1950        |
| Estland Eesti Raadio                     | ER                                                                                    | 1991      | 1992     |             |
| Estland Eesti Raadio                     | Eesti Televisioon                                                                     | ETV       | 1991     | 1992        |
| Finnland                                 | Yleisradio                                                                            | Yle       | 1946     | 1992        |
| Frankreich                               | Radiodiffusion Française Radiodiffusion-Télévision Française                          | RDF / RTF | 1946     | 1950        |
| Ungarn                                   | Magyar Rádió                                                                          | HU        | 1946     | 1992        |
| Ungarn                                   | Magyar Televízió                                                                      | MTV       | 1952     | 1992        |
| Italien                                  | RAI-Radiotelevisione Italiana                                                         | RAI       | 1946     | 1950        |
| Lettland                                 | Latvijas Radio                                                                        | LR        | 1991     | 1992        |
| Lettland                                 | Latvijas Televīzija                                                                   | LTV       | 1991     | 1993        |
| Libanon                                  | Télé Liban                                                                            | TL        | 1946     | 1950        |
| Litauen                                  | LRT televizija                                                                        | LRT       | 1991     | 1992        |
| Luxemburg                                | Compagnie luxembourgeoise de radiodiffusion                                           | CLR       | 1946     | 1950        |
| Französisch-Marokko                      | Société nationale de radiodiffusion et de télévision                                  | SNRT      | 1946     | 1950        |
| Moldau                                   | Teleradio-Moldova                                                                     | TRM       | 1991     | 1992        |
| Monaco                                   | Radio Monte Carlo                                                                     | RMC       | 1946     | 1950        |
| Nicaragua                                | Sistema Sandinista de Televisión                                                      | SSTV      | 1984     | 1990        |
| Niederlande                              | Nederlandse Radio Unie                                                                | NRU       | 1946     | 1950        |
| Nordkorea                                | Korean Central Broadcasting Committee                                                 | KCBC      | 1953     | 1992        |
| Polen                                    | Polskie Radio                                                                         | PR        | 1946     | 1992        |
| Polen                                    | Telewizja Polska                                                                      | TVP       | 1952     | 1992        |
| Rumänien                                 | Societatea Română de Radiodifuziune                                                   | ROR       | 1946     | 1992        |
| Rumänien                                 | Televiziunea Română                                                                   | TVR       | 1956     | 1992        |
| Russland                                 | Radio Dom Ostankino : – Radio Mayak (MK) - Orpheus Radio (OP) - Voice of Russia (VOR) | RDO       | 1991     | 1992        |
| Russland                                 | Kanal Ostankino                                                                       | C1        | 1991     | 1992        |
| Russland                                 | RossijskoeTeleradio                                                                   | RTR       | 1991     | 1992        |
| Syrien                                   | Organisation de la Radio et la Télévision Arabe Syrienne                              | ORTAS     | 1946     | 1992        |
| Sowjetunion                              | Vsesoyuznoye radio                                                                    |           | 1946     | 1991        |
| Sowjetunion                              | Tsentralnoye Televideniye SSSR                                                        | TsT SSSR  | 1946     | 1991        |
| Tschechoslowakei                         | Československý rozhlas                                                                | ČSR       | 1946     | 1992        |
| Tschechoslowakei                         | Československá televize                                                               | ČST       | 1957     | 1992        |
| Tunesien                                 | Radio Tunis                                                                           | RT        | 1946     | 1950        |
| Ukraine                                  | Nazionalna Suspilna Teleradiokompanija Ukrajiny                                       | NRU       | 1991     | 1992        |
| Ukraine                                  | Natsionalna Telekompaniya Ukraïny                                                     | NTU       | 1991     | 1992        |
| Vietnam                                  | Voice of Vietnam                                                                      | VOV       | 1956     | 1992        |
| Vietnam                                  | Vietnam Television                                                                    | VTV       | 1976     | 1992        |
| Südjemen                                 | Aden Radio                                                                            |           | 1971     | 1990        |
| Südjemen                                 | Yemen TV                                                                              |           | 1971     | 1990        |
| Jugoslawien                              | Jugoslovenska Radio-Televizija                                                        | JRT       | 1946     | 1950        |